# HD 171994
HD 171994，又名BD+16 3563，SAO 103913、HR 6995，是一颗恒星，视星等为6.29，位于銀經45.92，銀緯10.4，其B1900.0坐标为赤經18h 32m 39.8s，赤緯+16° 10.4′ 45″。